# إيفو أنجيلوف
إيفو أنجيلوف (بالبلغارية: Иво Ангелов)‏ هو مصارع هاوي بلغاري، ولد في 15 أكتوبر 1984 في برنيك في بلغاريا.

## وصلات خارجية
- إيفو أنجيلوف على موقع قاعدة بيانات المصارعة الدولية (الإنجليزية)
- إيفو أنجيلوف على موقع اللجنة الأولمبية الدولية (الإنجليزية)
- إيفو أنجيلوف على موقع أوليمبيديا (الإنجليزية)